# 全柱伊
全柱伊（：／ Jeon Joo I，1995年3月4日—），韓国女子羽毛球運動員。

## 簡歷
2017年7月，全柱伊出戰加拿大羽毛球大獎賽，在準决赛以0比2（14-21、8-21）不敵苏格兰的克里斯蒂·吉尔莫，但也在个人方面创下最佳的成绩。

## 主要比賽成績
只列出曾進入準決賽的國際賽事成績：
| 年份   | 賽事                     | 公開賽級別 | 項目     | 拍檔        | 成績   |
| ------ | ------------------------ | ---------- | -------- | ----------- | ------ |
| 2013年 | 亞洲青年羽毛球錦標賽     | 其他       | 混合團體 | －          | 亞軍   |
| 2013年 | 世界青年羽毛球錦標賽     | 其他       | 混合團體 | －          | 冠軍   |
| 2017年 | 加拿大羽毛球大獎賽       | 大獎賽     | 女子單打 | －          | 準決賽 |
| 2018年 | 亞洲羽毛球團體錦標賽     | 其他       | 女子團體 | －          | 季軍   |
| 2018年 | 杜拜羽毛球國際挑戰賽     | 國際挑戰賽 | 女子單打 | －          | 亞軍   |
| 2018年 | 杜拜羽毛球國際挑戰賽     | 國際挑戰賽 | 女子雙打 | Bang Ji-sun | 亞軍   |
| 2019年 | 蒙古國羽毛球國際賽       | 國際挑戰賽 | 女子單打 | －          | 準決賽 |
| 2021年 | 優霸盃                   | 其他       | 女子團體 | －          | 季軍   |
| 2022年 | 瑪琅羽毛球國際挑戰賽     | 國際挑戰賽 | 女子單打 | －          | 準決賽 |
| 2025年 | 馬來西亞羽毛球國際挑戰賽 | 國際挑戰賽 | 女子雙打 | 金荷娜      | 冠軍   |

| 2007-2017年 | 首要超級賽 | 超級賽 | 黃金大獎賽 | 大獎賽 | 國際挑戰賽 | 國際系列賽 | 未來系列賽 | 其他 |

| 2018-2026年 | 總決賽 | 超級1000賽 | 超級750賽 | 超級500賽 | 超級300賽 | 超級100賽 | 國際挑戰賽 | 國際系列賽 | 未來系列賽 | 其他 |